# Katowice Open 2016
Katowice Open 2016 byl tenisový turnaj pořádaný jako součást ženského okruhu WTA Tour, který se hrál v aréně Spodek na krytých tvrdých dvorcích. Konal se mezi 4. až 10. dubnem 2016 v polských Katovicích jako čtvrtý ročník turnaje.
Turnaj s rozpočtem 250 000 dolarů patřil do kategorie WTA International Tournaments. Nejvýše nasazenou hráčkou ve dvouhře se měla stát světová dvojka Agnieszka Radwańská z Polska, která se však odhlásila pro zranění pravého ramene. Na této pozici ji tak nahradila třicátá žena pořadí a obhájkyně trofeje Anna Karolína Schmiedlová, jež v úvodním kole odebrala pouze dva gamy Pauline Parmentierové. Jako poslední přímá účastnice do dvouhry nastoupila 131. švýcarská hráčka žebříčku Romina Oprandiová.
Pátý kariérní titul z dvouhry vybojovala Slovenka Dominika Cibulková. Italka Camila Giorgiová odešla potřetí za sebou jako poražená finalistka. Premiérovou trofej na okruhu WTA Tour získaly Japonky Eri Hozumiová a Miju Katová, které vyhrály čtyřhru.

## Distribuce bodů a finančních odměn

### Distribuce bodů
| Soutěž  | vítězky | finalistky | semifinalistky | čtvrtfinalistky | 16 v kole | 32 v kole | Q  | Q3 | Q2 | Q1 |
| ------- | ------- | ---------- | -------------- | --------------- | --------- | --------- | -- | -- | -- | -- |
| dvouhra | 280     | 180        | 110            | 60              | 30        | 1         | 18 | 14 | 10 | 1  |
| čtyřhra | 280     | 180        | 110            | 60              | 1         | —         | —  | —  | —  | —  |

### Finanční odměny
| Soutěž                                | vítězky | finalistky | semifinalistky | čtvrtfinalistky | 16 v kole | 32 v kole | Q2   | Q1   |
| ------------------------------------- | ------- | ---------- | -------------- | --------------- | --------- | --------- | ---- | ---- |
| dvouhra                               | $43 000 | $21 400    | $11 300        | $5 900          | $3 310    | $1 925    | $730 | $530 |
| čtyřhra                               | $12 300 | $6 400     | $3 435         | $1 820          | $960      | —         | —    | —    |
| částky ve čtyřhře jsou uváděny na pár |         |            |                |                 |           |           |      |      |

## Ženská dvouhra

### Nasazení
| Stát                           | Hráčka                    | WTA | Nasazení |
| ------------------------------ | ------------------------- | --- | -------- |
| Polsko                         | Agnieszka Radwańská       | 2.  | 1.       |
| Slovensko                      | Anna Karolína Schmiedlová | 30. | 2.       |
| Lotyšsko                       | Jeļena Ostapenková        | 39. | 3.       |
| Francie                        | Alizé Cornetová           | 42. | 4.       |
| Itálie                         | Camila Giorgiová          | 43. | 5.       |
| Ukrajina                       | Lesja Curenková           | 45. | 6.       |
| Maďarsko                       | Tímea Babosová            | 49. | 7.       |
| Slovensko                      | Dominika Cibulková        | 54. | 8.       |
| Belgie                         | Kirsten Flipkensová       | 65. | 9.       |
| Žebříček WTA k 21. březnu 2016 |                           |     |          |

### Jiné formy účasti
Následující hráčky obdržely divokou kartu do hlavní soutěže:
- Paula Kaniová
- Věra Lapková
- Anastasija Šošynová

Následující hráčky postoupily z kvalifikace:
- Jekatěrina Alexandrovová
- Viktorija Golubicová
- Daniela Hantuchová
- Isabella Šinikovová

Následující hráčky postoupily z kvalifikace jako tzv. šťastné poražené:
- Jesika Malečková[1]
- Valerija Strachovová[1]

### Odhlášení
před zahájením turnaje
- Denisa Alertová → nahradila ji Donna Vekićová
- Anna-Lena Friedsamová → nahradila ji Stefanie Vögeleová
- Polona Hercogová → nahradila ji Klára Koukalová
- Anett Kontaveitová → nahradila ji Pauline Parmentierová
- Monica Niculescuová → nahradila ji Romina Oprandiová
- Agnieszka Radwańská (poranění pravého ramene)[1] → nahradila ji Valerija Strachovová
- Magdaléna Rybáriková (poranění levého zápěstí)[1] → nahradila ji Jesika Malečková
- Barbora Strýcová → nahradila ji Kristýna Plíšková
- Alison Van Uytvancková (operace hlezna) → nahradila ji Aljaksandra Sasnovičová

## Ženská čtyřhra

### Nasazení
| Stát                                                                       | Hráčka              | Stát               | Hráčka                            | WTA  | Nasazení |
| -------------------------------------------------------------------------- | ------------------- | ------------------ | --------------------------------- | ---- | -------- |
| Argentina                                                                  | María Irigoyenová   | Polsko             | Paula Kaniová                     | 116. | 1.       |
| Gruzie                                                                     | Oxana Kalašnikovová | Nizozemsko         | Demi Schuursová                   | 134. | 2.       |
| Rusko                                                                      | Věra Duševinová     | Španělsko          | María José Martínezová Sánchezová | 135. | 3.       |
| Spojené království                                                         | Jocelyn Raeová      | Spojené království | Anna Smithová                     | 146. | 4.       |
| Žebříček WTA k 21. březnu 2016; číslo je součtem umístění obou členek páru |                     |                    |                                   |      |          |

### Jiné formy účasti
Následující páry obdržely divokou kartu do hlavní soutěže:
- Věra Lapková /  Aljaksandra Sasnovičová
- Katarzyna Piterová /  Kristýna Plíšková

### Odhlášení
před zahájením turnaje
- Karin Knappová (poranění pravého hlezna)

## Přehled finále

### Ženská dvouhra
- Dominika Cibulková vs.  Camila Giorgiová, 6–4, 6–0

### Ženská čtyřhra
- Eri Hozumiová /  Miju Katová vs.  Valentyna Ivachněnková /  Marina Melnikovová, 3–6, 7–5, [10–8]